# Circondario dell'Isola d'Elba
Il circondario dell'Isola d'Elba era uno dei circondari in cui era suddivisa la provincia di Livorno.

## Storia
Il circondario dell'Isola d'Elba venne istituito nel 1860 come suddivisione della provincia di Livorno.
Venne soppresso nel 1927 come tutti i circondari italiani.

## Suddivisione
Nel 1863, la composizione del circondario era la seguente:
- mandamento I di Lungone
  - comuni di Lungone; Rio nell'Elba
- mandamento II di Marciana
  - comune di Marciana
- mandamento III di Portoferraio
  - comune di Portoferraio